# 国立印刷局東京病院
国立印刷局東京病院（こくりついんさつきょくとうきょうびょういん）は、かつて存在した医療機関である。独立行政法人国立印刷局によって管理・運営されていた。

## 概要
国立印刷局滝野川工場の隣に位置する。大蔵省印刷局の職域病院として1936年（昭和11年）に開設。1987年（昭和62年）5月に保険医療機関の指定をうける。急性期疾患医療及び回復期、慢性期医療を取り扱う。2004年（平成16年）10月に日本医療機能評価機構による病院機能評価の認定を受けている。2013年（平成25年）4月に日本医科大学特定関連病院 社会医療法人社団 正志会 花と森の東京病院へ委譲された。

## 受け入れ患者
保険医療機関の指定をうけていたので、一般の医療機関のように、誰でも診察を受けたり、入院が可能であった。

## 診療科
- 内科
- 外科
- 整形外科
- 眼科
- 婦人科
- リハビリテーション科
- 麻酔科

## 医療機関の指定等
- 保険医療機関
- 指定自立支援医療機関（更生医療・育成医療）
- 身体障害者福祉法指定医の配置されている医療機関
- 生活保護法指定医療機関
- 結核指定医療機関
- 臨床研修指定病院

## アクセス
- 東京メトロ南北線 西ケ原駅下車、徒歩で約1分。
- JR京浜東北線 上中里駅下車、徒歩で約10分。
- 東京都電荒川線 飛鳥山停留場下車、徒歩で約10分。
- JR京浜東北線 王子駅より北区コミュニティバス（Kバス）で「花と森の東京病院」停留所下車。